# Selachochthonius naledi
Pour les articles homonymes, voir Selachochthonius et Naledi.
Espèce
Selachochthonius naledi est une espèce de pseudoscorpions de la famille des Pseudotyrannochthoniidae.

## Distribution
Cette espèce est endémique d'Afrique du Sud. Elle se rencontre dans le système karstique des grottes de Rising Star dans les grottes Villa Louisa Cave et Yom Tov Cave.

## Description
La femelle holotype mesure 2,33 mm et le mâle paratype 1,86 mm.

## Systématique et taxinomie
Cette espèce a été décrite par Prado, Du Preez et Ferreira en 2022.

## Étymologie
Son nom d'espèce lui a été donné en référence à Homo naledi.

## Publication originale
- Prado, Du Preez & Ferreira, 2022 : « Selachochthonius naledi sp. nov. (Pseudoscorpiones, Pseudotyrannochthoniidae), a new troglobitic species from South Africa. » Subterranean Biology, vol. 42, p. 125–138 (texte intégral).